# كيفين أكبوغوما
كيفين أكبوغوما (بالألمانية: Kevin Akpoguma)‏ (19 أبريل 1995 بنويشتات أن در فاينشتراسه في ألمانيا - ) هو لاعب كرة قدم ألماني في مركزي قلب الدفاع والدفاع. شارك مع منتخب ألمانيا تحت 16 سنة لكرة القدم ومنتخب ألمانيا تحت 17 سنة لكرة القدم ومنتخب ألمانيا لكرة القدم تحت 18 سنة ومنتخب ألمانيا تحت 19 سنة لكرة القدم ومنتخب ألمانيا تحت 20 سنة لكرة القدم ومنتخب ألمانيا تحت 21 سنة لكرة القدم. أما مع النوادي، فقد لعب مع فورتونا دوسلدورف ونادي كارلسروه ونادي هوفنهايم.

## وصلات خارجية
- كيفين أكبوغوما على موقع الاتحاد الأوربي (الإنجليزية)
- كيفين أكبوغوما على موقع قاعدة بيانات كرة القدم.إي يو (الإنجليزية)
- كيفين أكبوغوما على موقع بيانات كرة القدم. دي إي (الألمانية)
- كيفين أكبوغوما على موقع Soccerway.com (الإنجليزية)
- كيفين أكبوغوما على موقع عالم كرة القدم.نت (الإنجليزية)
- كيفين أكبوغوما على موقع AS.com (الإسبانية)